# 下布祖利村委员会
下布祖利村委员会（俄语：Нижнебузулинский сельсовет）是俄罗斯联邦阿穆尔州斯沃博德内区所属的一个村委员会。其下辖有2个居民点，行政中心为下布祖利。据2016年统计，该村委员会的人口为1071人。